# Fontaine Popincourt
Ne doit pas être confondu avec Fontaine de la Charité.
La fontaine Popincourt, appelée aussi fontaine de la Charité, fontaine du Pélican ou fontaine Saint-Ambroise est une ancienne fontaine publique construite en 1808 rue Popincourt, à Paris. Elle fut démolie en 1860[réf. nécessaire].

## Historique
La fontaine Popincourt fait partie des fontaines du décret de Saint-Cloud, commandées par décret impérial en 1806. Elle est édifiée en 1808 par François-Jean Bralle dans la rue Popincourt (près de la première église Saint-Ambroise).
Elle est détruite en 1859-1860 lors du percement du boulevard du Prince-Eugène (actuel boulevard Voltaire), dans la lignée des grands travaux engagés par le baron Haussmann sous le Second Empire. 
Toutefois, le relief de la Charité qui l'ornait fut préservé et rejoignit les collections du musée Carnavalet le 27 juillet 1894, après un don d'une certaine madame Le Paute. Il fut ensuite encastré dans le mur de façade du 48, rue de Sévigné, face à l'hôtel Le Peletier de Saint-Fargeau. Le relief est inscrit au titre des monuments historiques par un arrêté du 19 avril 1961, mais cette inscription est abrogée le 31 mars 2023.

## Description
La fontaine Popincourt était aussi dite du Pélican, en raison du motif de l'oiseau nourrissant ses petits qui ornait le fronton, traditionnellement attribué à la figure de la Charité. L'édifice était alors situé dans un renfoncement semi-circulaire et le relief de la Charité, sculpté par Augustin Félix Fortin, constituait la partie principale de la construction. 
Fortin a sculpté la Charité sous les traits d'une jeune femme drapée à l'antique, debout, allaitant un nourrisson qu'elle tient contre elle et tendant une coupe à deux petits enfants tandis qu'un troisième, derrière elle, semble attendre d'être nourri lui aussi. Une jarre renversée aux pieds de l'allégorie rappelle la fonction de l'édifice que le relief ornait à l'origine.

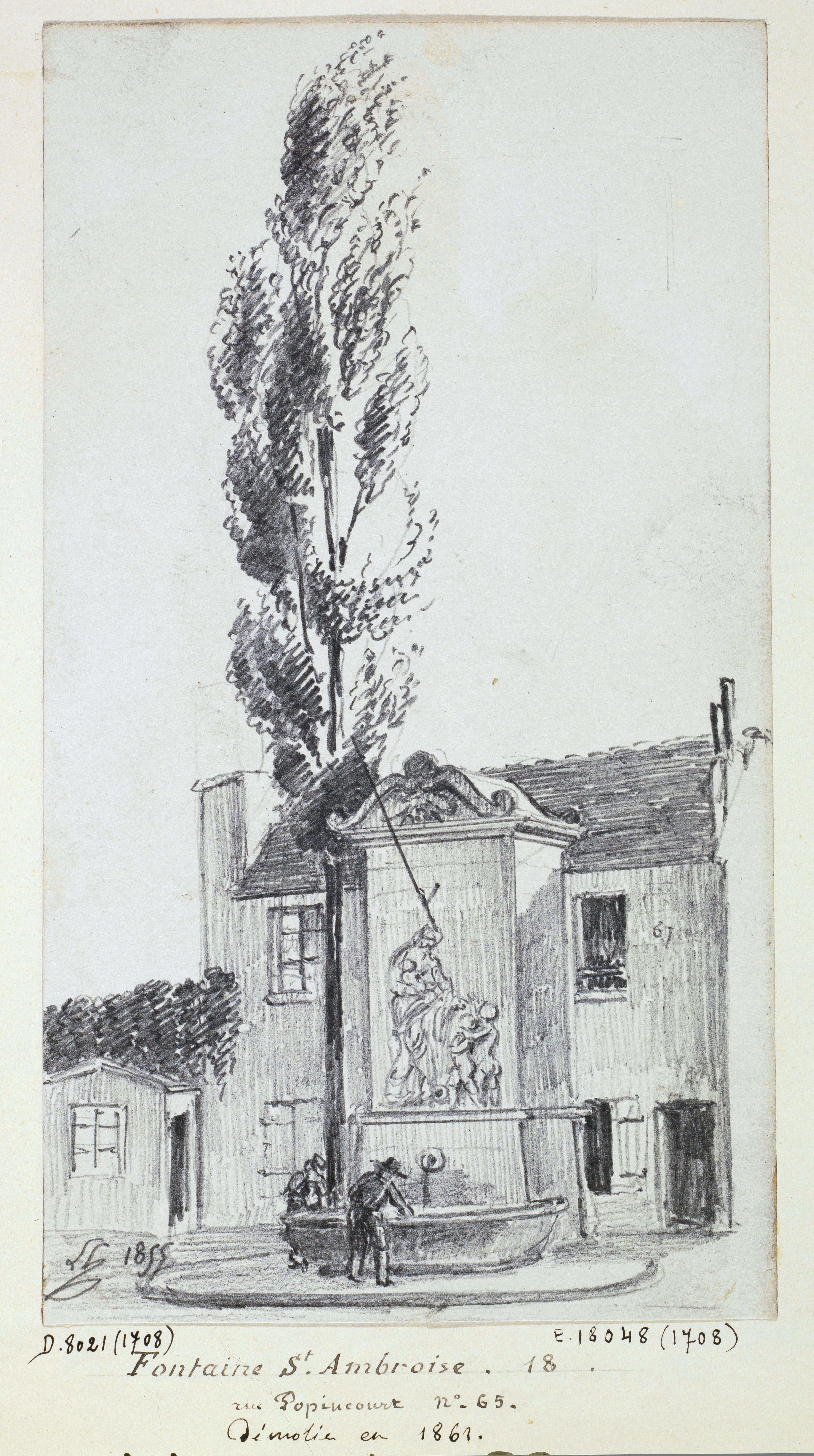
Vue de la fontaine en 1855, dessinée par Léon Leymonnerye.
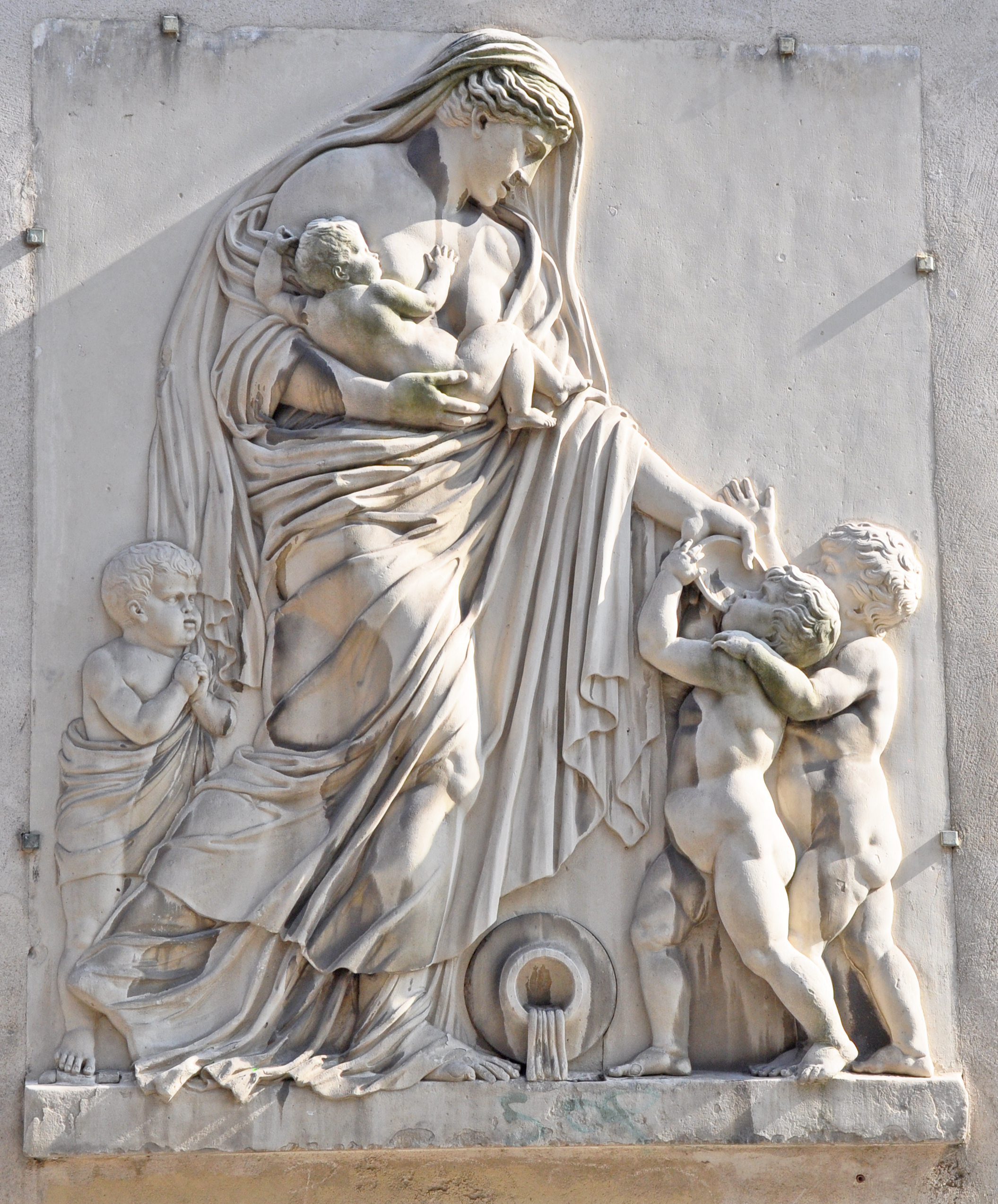
La Charité, relief de Augustin Félix Fortin qui constituait le principal ornement de la fontaine.
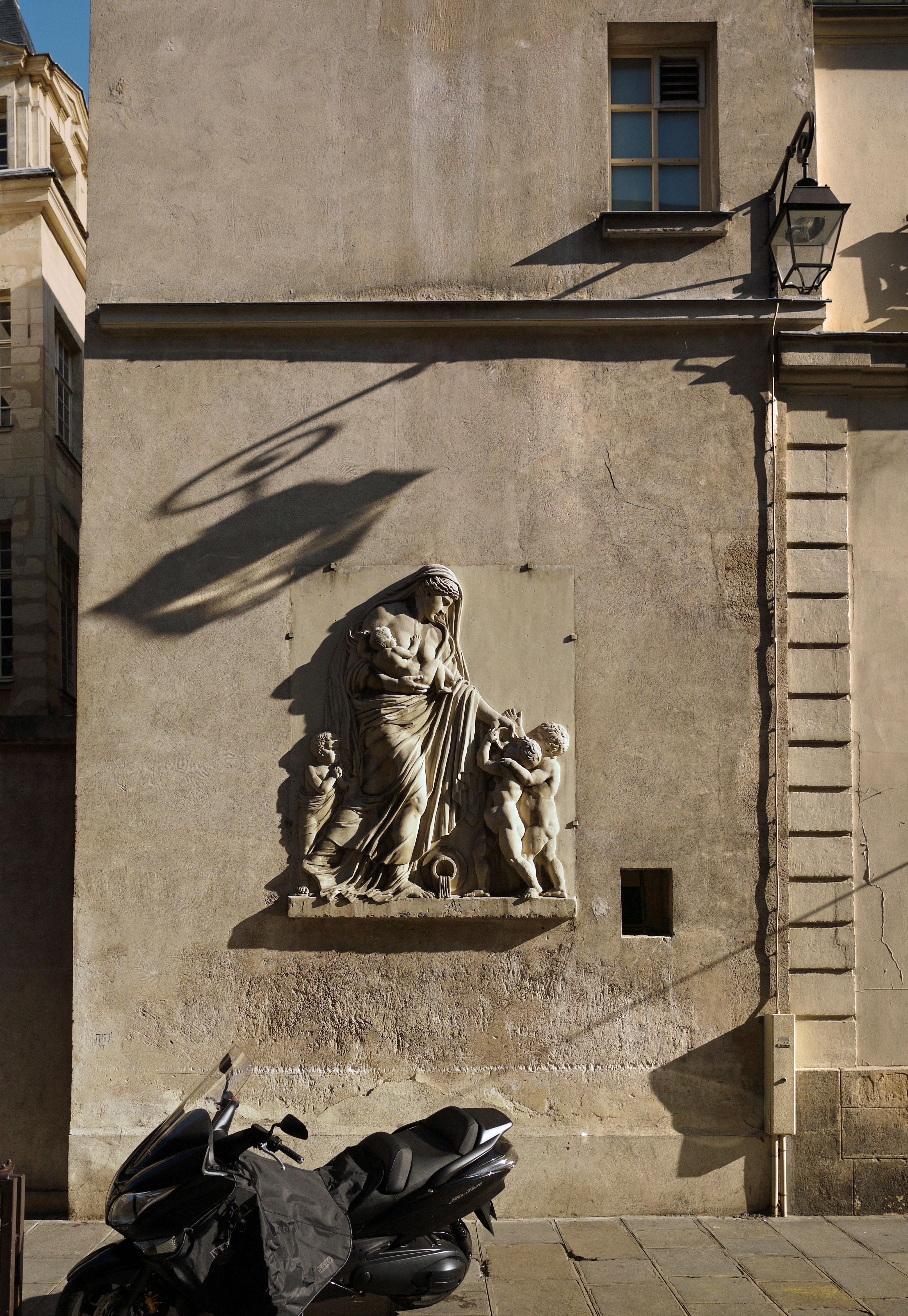
La Charité, seul vestige de la fontaine, à son emplacement actuel au 48, rue de Sévigné.